# ...Y la yesca arderá
...Y la yesca arderá es el sexto álbum de estudio de la banda española de heavy metal Lujuria y fue publicado por Vía Láctea Producciones en el año 2006.

## Concepto
Este álbum tiene un concepto muy diferente al que llevaba la banda en toda su carrera, pues se centra en la Guerra de las Comunidades de Castilla acontecida de 1520 a 1522. Las letras de este disco fueron extraídas del poema Los comuneros del escritor español Luis López Álvarez. Todos los temas hablan de la lucha de los sublevados contra el rey Carlos I de España.

## Edición especial
La discográfica del grupo lanzó una edición limitada de 4.000 unidades. Dicha edición contenía el disco en una caja hecha de madera y en la cara frontal de la caja estaba el logotipo de Lujuria manufacturado de metal.

## Lista de canciones
Todas las canciones están basadas en el poema Los comuneros de Luis López Álvarez.

| Side one |                                                   |          |  |
| N.º      | Título                                            | Duración |  |
| 1.       | «Las campanas de San Pablo»                       | 2:11     |  |
| 2.       | «Mercenario sois del reino»                       | 5:34     |  |
| 3.       | «Castilla se inflama»                             | 2:32     |  |
| 4.       | «Con Toledo sin piedad»                           | 4:51     |  |
| 5.       | «La traición de los suyos»                        | 3:37     |  |
| 6.       | «Castilla se pertenece, a nadie perteneciera»     | 3:56     |  |
| 7.       | «Ojos de presa»                                   | 3:19     |  |
| 8.       | «El morado comunero»                              | 1:43     |  |
| 9.       | «Demonios de la batalla»                          | 3:34     |  |
| 10.      | «Traidores y criminales contra nosotros batallan» | 4:57     |  |
| 11.      | «Apunta ya el nuevo día»                          | 5:57     |  |
| 12.      | «Canto de esperanza»                              | 4:21     |  |

## Créditos
- Óscar Sancho — voz principal
- Julio Herranz — guitarra rítmica
- Jesús Sanz — guitarra líder
- Javier Gallardo — bajo
- César de Frutos — batería
- Nuria de la Cruz — teclados